# 탁우선
탁우선(1995년 9월 28일 ~ )은 대한민국의 축구 선수로, 포지션은 스트라이커이다.

## 축구인 경력
탁우선은 선문대학교 축구부에 입단하여 1학년 때부터 주전 공격수로 활약였다. 2017년에는 타이베이시에서 열린 하계유니버시아드 대표팀에 선발되었다.
2017년 12월 12일 K리그 챌린지의 서울 이랜드 FC에 입단하였다. 2018년 3월 28일 고려대학교와의 FA컵 3라운드 경기에서 선발 출장하며, 서울 이랜드에서의 데뷔 무대를 가졌다. 이 날 경기에서 공중볼 경합에서 수 차례 이겨내며 좋은 모습을 보이기도 했으나, 슈팅은 번번히 고려대학교 골키퍼 민성준에게 막혔다. 연장전 초반 유지훈이 올린 크로스를 받아 슈팅을 때렸으나, 공이 허공을 가르는 일도 벌어졌다. 3월 31일 K리그2 5라운드 부천 FC 1995와의 홈 경기에서 57분 경 김준태와 교체되어 투입되면서, K리그 데뷔전을 가졌다. 5월 19일 부천 FC 1995와의 K리그2 12라운드 원정 경기에서 선발 명단에 포함되며, 본인의 첫 프로 선발 무대를 가졌다.
2018시즌 여름 이적시장을 통해 천안시청으로 임대 이적했다.